# Peter Rogers (wielrenner)
Peter Rogers (Canberra, 24 oktober 1974) is een Australisch voormalig wielrenner. Zijn broer Michael is ook wielrenner.

## Overwinningen
1996
- 5e en 14e etappe Commonwealth Bank Classic

1999
- 2e etappe deel A Rijnland-Palts

2002
- 2e etappe Ronde van Southland

## Ploegen
- 1997-ZVVZ-Giant-AIS
- 1998-Amore & Vita-Forzacore
- 1999-Die Continentale-Olympia
- 2000-Hohenfelder-Concorde
- 2001-Linda McCartney-Jaguar (tot 24/02)
- 2002-iTeamNova.com (vanaf 04/06)